# 科学技術白書
科学技術白書（かがくぎじゅつはくしょ）とは、2000年（平成12年）まで科学技術庁、2001年（平成13年）からは文部科学省が毎年発行している、日本の科学技術に関する白書である。

## 概要
日本の科学技術の特徴、科学技術を取り巻く環境の変化、自主技術開発の展開状況、科学技術発展のための施策などを報告している。
白書では、科学技術を国家繁栄の基本的要因と位置づけ、日本国民から見た科学技術の今後の在り方や、科学技術をどのように社会に役立てるかなどを論じており、今後の方策に役立てることを目的としている。
他の白書と同じく、一部の年度を除いて文部科学省のサイトから閲覧が可能である。最も古いのは、1958年（昭和33年）度の白書である。また、1998年（平成10年）度以降の白書は英文でも閲覧できる。